# Резекненско-Аглонская епархия
Резекненско-Аглонская епархия (лат. Dioecesis Rezeknensis-Aglonensis) — епархия Римско-Католической церкви c центром в городе Резекне, Латвия. Резекненско-Аглонская епархия входит в Рижскую митрополию. Кафедральным собором Резекненско-Аглонской епархии является церковь Святейшего Сердца Иисуса. В Аглоне находится базилика, которая является центром католического паломничества.

## История
2 декабря 1995 года Римский папа Иоанн Павел II выпустил буллу Ad aptius consulendum, которой учредил Резекненско-Аглонскую епархию, выделив её из архиепархии Риги.

## Ординарии епархии
- епископ Янис Булис (7.12.1995 — по настоящее время).

## Источник
- Annuario Pontificio, Libreria Editrice Vaticana, Città del Vaticano, 2003, ISBN 88-209-7422-3
- Булла Ad aptius consulendum  (лат.)